# كيت ثورنتون
كيت ثورنتون (بالإنجليزية: Kate Thornton)‏ هي صحفية ومقدمة تلفزيونية بريطانية، ولدت في 7 فبراير 1973 في شلتنهام في المملكة المتحدة.

## وصلات خارجية
- كيت ثورنتون على موقع IMDb (الإنجليزية)
- كيت ثورنتون على موقع ميوزك برينز (الإنجليزية)
- كيت ثورنتون على موقع قاعدة بيانات الفيلم (الإنجليزية)
- كيت ثورنتون على موقع كينوبويسك (الروسية)